# بوغدان ميلوشيفيتش
بوغدان ميلوشيفيتش هو لاعب كرة قدم صربي في مركز الدفاع، ولد في 17 فبراير 1989 في أوزيتشى في صربيا. لعب مع ملادوست لوتشاني ونابريداك كروشيفاتس ونادي تور.

## وصلات خارجية
- بوغدان ميلوشيفيتش على موقع الاتحاد الأوربي (الإنجليزية)
- بوغدان ميلوشيفيتش على موقع قاعدة بيانات كرة القدم.إي يو (الإنجليزية)
- بوغدان ميلوشيفيتش على موقع بيانات كرة القدم. دي إي (الألمانية)
- بوغدان ميلوشيفيتش على موقع Soccerbase.com (لاعب) (الإنجليزية)
- بوغدان ميلوشيفيتش على موقع Soccerway.com (الإنجليزية)
- بوغدان ميلوشيفيتش على موقع عالم كرة القدم.نت (الإنجليزية)
- بوغدان ميلوشيفيتش على موقع GSA (الإنجليزية)